# Eider (Amt)
Eider é uma associação municipal da Alemanha do estado de Schleswig-Holstein, distrito de Dithmarschen. Sua sede é a cidade de Hennstedt.
É constituído pelos seguintes municípios (população em 31/12/2006):
1. Barkenholm (180)
2. Bergewöhrden (33)
3. Dellstedt (801)
4. Delve (730)
5. Dörpling (619)
6. Fedderingen (278)
7. Gaushorn (213)
8. Glüsing (107)
9. Groven (129)
10. Hägen (53)
11. Hemme (515)
12. Hennstedt (1952)
13. Hollingstedt (329)
14. Hövede (64)
15. Karolinenkoog (138)
16. Kleve (439)
17. Krempel (647)
18. Lehe (1116)
19. Linden (862)
20. Lunden (1635)
21. Norderheistedt (155)
22. Pahlen (1154)
23. Rehm-Flehde-Bargen (612)
24. Sankt Annen (345)
25. Schalkholz (609)
26. Schlichting (246)
27. Süderdorf (389)
28. Süderheistedt (544)
29. Tellingstedt (2529)
30. Tielenhemme (172)
31. Wallen (37)
32. Welmbüttel (461)
33. Westerborstel (106)
34. Wiemerstedt (167)
35. Wrohm (738)